# Terbah
Terbah is een bestuurslaag in het regentschap Gunung Kidul van de provincie Jogjakarta, Indonesië. Terbah telt 2275 inwoners (volkstelling 2010).